# Joint Operations: Typhoon Rising
Joint Operations: Typhoon Rising — видеоигра жанра сетевой шутер от первого лица, разработанная и изданная компанией NovaLogic. Игра является ответвлением серии Delta Force.
Действие игры происходит в Индонезии, в ближайшем будущем, во время гражданской войны. Местные конкурирующие движения по борьбе за независимость завладели современным оружием, и растущий уровень насилия угрожает мирным жителям и западным экономическим интересам.
В Joint Operations: Typhoon Rising используется движок игры Delta Force: Black Hawk Down.

## Геймплей
Хотя игра включает в себя серию тренировочных однопользовательских миссий, большинство игроков предпочитают многопользовательский режим в игровой среде, называемой «NovaWorld». Каждый сервер NovaWorld способен выдерживать 150 игроков, что делает игру массовым многопользовательским шутером от первого лица (MMOFPS). Хотя большинство серверов принадлежит NovaLogic, любое лицо, владеющее персональным компьютером и достаточной пропускной способностью Интернета, может создать сервер с максимальным количеством игроков в 64 человека. Существует большое количество независимых серверов, созданных группами игроков, формирующих кланы.

### Режимы игры
В многопользовательской игре 5 режимов:
- Кооперативный режим: все игроки выступают в качестве миротворцев и должны противостоять повстанцам, управляемым искусственным интеллектом.
- Advance and Secure: обе команды должны захватить и удерживать все точки на карте до истечения времени.
- Царь горы: команды должны защищать небольшую территорию в течение десяти минут.
- Deathmatch: игроки должны убить определенное количество других игроков до истечения времени, разделение на команды отсутствует.
- Team Deathmatch: игроки из одной команды должны убить определенное количество игроков из другой до истечения времени.

| Сводный рейтинг       | Сводный рейтинг |
| Агрегатор             | Оценка          |
| --------------------- | --------------- |
| GameRankings          | 81,94 %         |
| Metacritic            | 82/100          |
| MobyRank              | 83/100          |
| Иноязычные издания    |                 |
| Издание               | Оценка          |
| 1UP.com               | B-              |
| GameSpot              | 8,2             |
| GameSpy               | 4,5/5           |
| IGN                   | 7,6             |
| Русскоязычные издания |                 |
| Издание               | Оценка          |
| Absolute Games        | 83 %            |
| «Игромания»           | 8,5             |
| «ЛКИ»                 | Награда «Орден» |
| «Страна игр»          | 8,5             |